# Грета (фильм)
«Грета» (англ. According to Greta) — драматический фильм 2009 года с Хилари Дафф в главной роли и в роли продюсера, дебют режиссёра Нэнди Бардавил по сценарию Майкла Гилвари.

## Сюжет
Мать отправляет семнадцатилетнюю Грету (Маргариту) на летние каникулы к бабушке с дедушкой в США — Нью-Джерси.
Грета — красивая девушка, но при этом сложный подросток. Она полна саркастического остроумия, которое скрывает её душевное беспокойство из-за того что её мать, Карен, уделяет всё своё внимание «спасению» своего 9 брака.
Грета рассказывает бабушке с дедушкой о том, что хочет убить себя до того, как закончится лето, подражая выстрелившему себе в рот отцу, которого она не помнит, а мать не показывала ни одной его фотографии, но который определённо по её представлению умел всё и даже научил бы её играть на гитаре.
Методы самоубийства (один из последних — утопиться, ведь Нью-Джерси имеет выход к океану) записывает в свой красный блокнот, который носит привязанным к руке, чтобы не забыть записать немедленно в To Do List что необходимо сделать до рокового восемнадцатилетия: потерять девственность, подраться с мужчиной, который старше её и т. д.
Столь желанную смерть чуть не приносит случай во время поездки на яхте, но её возлюбленный спасает её, после чего у бабушки случается сердечный приступ. Это показывает Грете, как сильно её действия влияют на то, что вокруг неё.

## В главных ролях
- Хилари Дафф — Грета
- Эллен Бёрстин — Катерин
- Майкл Мёрфи — Джозеф
- Эван Росс — Джули
- Орен Скуг — Стив
- Келли Салливан — Трэйси

## Критика
Частое критическое замечание по поводу сюжета поклонников Хилари — схожесть завязки и названия с фильмом «Крутая Джорджия» с Линдси Лохан в главной роли.
Также отмечается отсутствие цельности характеров (в большей степени — матери), смазанность и не убедительность развязки.

## Саундтрек
Сама Хилари Дафф определила жанр музыки как инди.
- Edith Frost — Wonder wonder
- Frankie Avalon — Voyage to the bottom of the sea
- Kristin Hersh — Trouble
- Brett Dennen — She’s mine
- Acid House Kings — This and that
- The Duke Spirit — Wooden Heart
- Clare Bowditch&The Feeding Set — When I was five
- Oh No! Oh My! — Walk in the park
- Sybris — Breathe like you’re dancing
- Starsailor — Tie Up My Hands

Также в фильме можно услышать
- Pink Deville
- Riviera romantique
- Spy guy
- Maraschino moon.